# Aérodrome de Kassos
L'aérodrome de Kassos, en grec moderne : Δημοτικός Αερολιμένας Κάσου, (code IATA : KSJ • code OACI : LGKS) est un aéroport de l'île de Kassos, en Grèce.

## Situation

### Carte des aéroports en Grèce
| \| 50 km1:6 137 000 \| Agrinion Aktion Alexandreia Alexandroúpoli Andravida Áraxos Astypalée Athènes · E. Venizélos Céphalonie La Canée Chios Corfou Héraklion Icarie Ioannina Kalamata Kalymnos Karpathos Kassos Kastellórizo Kastoria Kavala Cythère Kos Kotroni Kozani Larissa Lemnos Leros Milos Mykonos Mytilène Naxos Néa Anchíalos Paros Rhodes Maritsa Samos Santorin Sitía Skiathos Skyros Sparte Syros Tanagra Tatoi Thessalonique Tripoli Tympaki Zante Kastelli |
| 50 km1:6 137 000 |

## Statistiques
Pour des raisons techniques, il est temporairement impossible d'afficher le graphique qui aurait dû être présenté ici.

Voir la requête brute et les sources sur Wikidata.

## Compagnies aériennes et destinations
| Compagnies  | Destinations               |
| ----------- | -------------------------- |
| Sky Express | Karpathos, Rhodes-Diagoras |